# 龙洞站 (城际)
龙洞站是广州东环城际的一个车站，位于中国广东省广州市天河区广汕一路南侧。

## 车站结构
龙洞站为半地上半地下车站，总建筑面积53,993平方米，设有地上三层和地下一层及地下两层车库。车站全长237米，总宽86米，站厅层长246米，基坑深约10.5米至14米，设有一处冷却塔。车站设有一个岛式站台，站台宽14.6米，站台有效长210米。

### 出入口
城际龙洞站将设有多个出入口供乘客进出。
|                 |      |      |          |                               |
| 编号            | 设施 | 照片 | 出口指示 | 建议前往的目的地              |
| B               | 同层 |      | 广汕一路 | 地铁：广州地铁6号线（龙洞站） |
| C               | 同层 |      |          |                               |
| 註： 設於同一層 |      |      |          |                               |

## 历史
本站在2021年1月1日完成大里程明挖段第二期交通疏解，2022年5月23日封顶。
而本站至大源站区间，于2022年10月13日实现盾构区间右线贯通。

## 接驳交通
- 广州地铁6号线：龙洞站（可在本站进行出站换乘）